# Патрикеевы (дворянский род)
Патрикеевы (Патрекеевы, Патракеевы) — древний дворянский род.
При подаче документов (1686) для внесения рода в Бархатную книгу, была предоставлена родословную роспись Патрикеевых.  Данный род внесён в VI-ю часть родословной книги Тверского дворянства.
Известен рязанский дворянский род Патрикеевых, основанный выходцем из приказного звания, кавалером ордена святого Владимира 4-й степени, титулярным советником Михаилом Фёдоровичем Патрикеевым, который 15.12.1825 года внесён в I-ю часть ДРК Рязанской губернии.

## История рода
Первое упоминание о дворянах Патрикеевых относится к 1536 году, когда Никита Михайлович Патрикеев, сделал вклад в Серпуховской монастырь.  В 1554 году новик Патрикеев вёрстан поместьем в Серпуховском уезде. Дворяне Патрикеевы упомянуты в 1556 году в десятне по Серпухову. В 1562 году Михаил Патрикеев городовой приказчик в Серпухове, а его сын Никита  упоминается в разрядах в качестве гонца, сообщивший в мае 1570 года князю М.И. Воротынскому о движении крымских татар за Почежский лес, осадный голова в 1573-1574 и 1576-1577 годах в Серпухове. В 1573-1574 годах упомянут тарусский сын боярский В.П. Патрикеев. Дружина-Исак Патрикеев — подьячий, дьяк Съезжей избы, находился при царе Иване IV Васильевиче Грозном в его палатах (1573-1579), сделал крупный вклад в Троице-Сергиев монастырь в 1579 году, женат на дочери Бориса Бобарыкова, вместе с сыном продали боярину Д.И. Годунову свою вотчину во Владимирском уезде в 1587 году.
Владели вотчинами в Вологодском и Владимирском уездах. В 1633 году, представители рода, сделали крупный вклад в Серпуховской Высоцкий монастырь.

## Описание герба
В щите, имеющем голубой поле, находится столб, поставленный на золотом пьедестале и на вершине столба видны крестообразно на шнурке висящие серебряные ключ и шпага, а по сторонам от них, две золотые восьмиугольные звезды. Щит увенчан дворянским шлемом и короной. Намёт на щите голубой, подложен золотом.
Герб внесён в ОГДР, в VII часть, № 138.

## Известные представители
- Патрикеевы: Михаил и Иван — дьяки (1629-1644).
- Патрикеев Борис — дьяк, воевода в Пскове (1642-1643), Томске (1644-1648).
- Патрикеев Глеб Исакович — дьяк Посольского приказа, воевода в Нижнем Новгороде (1645-1648).
- Патрикеев Кузьма — воевода в Терках (1649-1652 и 1660-1663).
- Патрикеев Калина — дьяк, воевода в Пскове (1679-1680).
- Патрикеев Иван Исакович — дьяк, служил в Серебряной палате (1638-1642), дьяк Сыскного, Большой казны, Стрелецкого, Посольского, Новой четверти и Аптекарского приказов (1649-1677), воевода в Казани (1651-1653), Путивле (1677-1679).
- Патрикеев Калина Иванович — дьяк (1676-1692).
- Патрикеев Алексей — воевода в Осташкове (1655).
- Патрикеевы: Мирон, Иван и Артемон Ивановичи — стольники царицы Прасковьи Фёдоровны (1686), стольники (1687-1695).
- Патрикеевы: Семён Филиппович, Кузьма и Иван Константиновичи — московские дворяне (1692).
- Патрикеевы: Осип Яковлевич, Фёдор и Максим Фёдоровичи, Иван Семёнович — стряпчие (1692).
- Патрикеевы: Михаил Афанасьевич, Михаил Агафонович, Василий Яковлевич — стольники (1696).
- Патрикеев Яков Иванович — стряпчий (1692), воевода в Мещовске (1698-1699).